# 阿尼瓦區

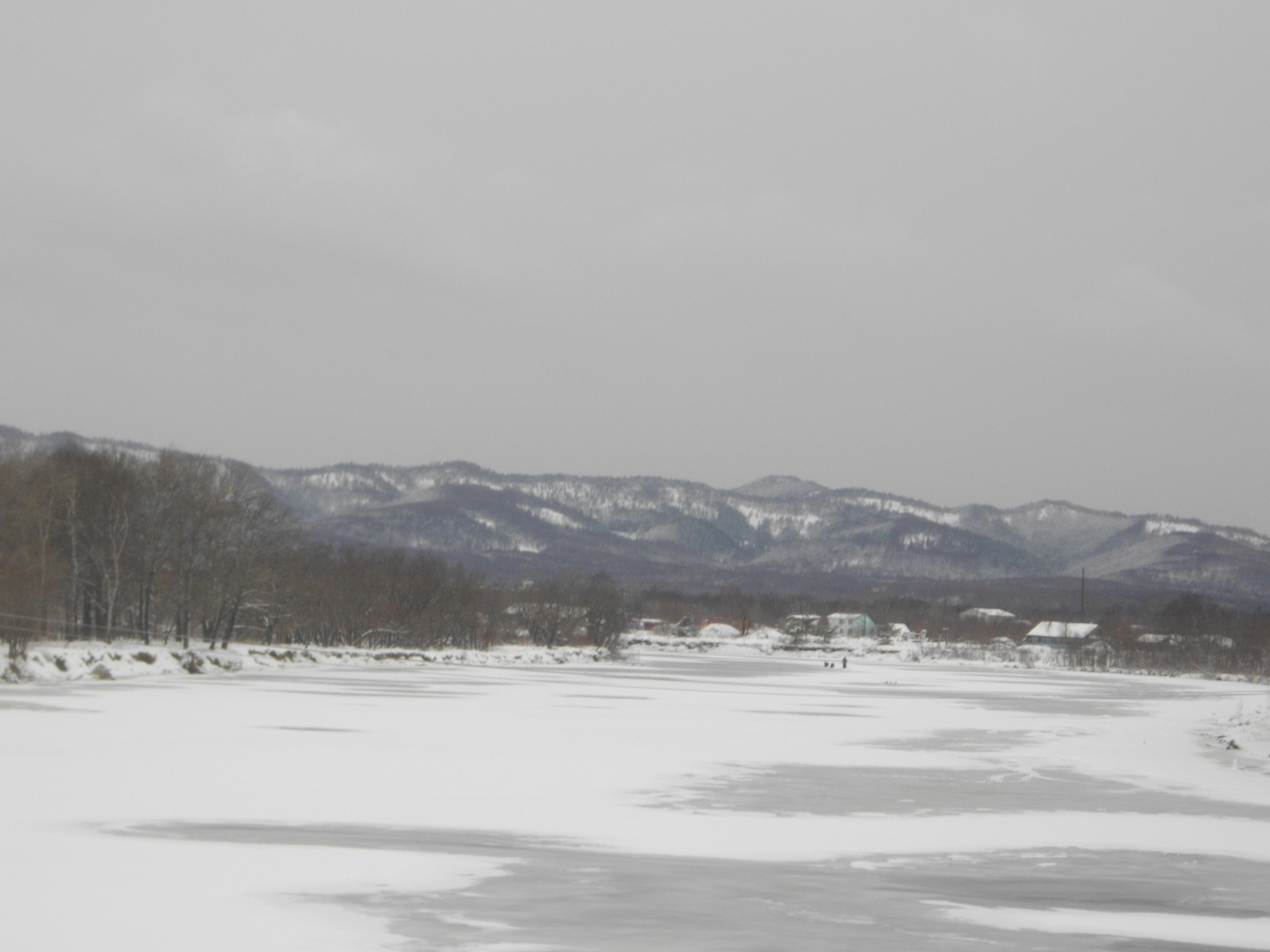

46°43′N 142°31′E / 46.717°N 142.517°E
阿尼瓦區（俄语：Анивский район），是俄羅斯的一個區，位於該國東南部，由薩哈林州負責管轄，面積2,684.8平方公里，2010年該區人口17,533，人口密度每平方公里6.53人。
該地在二戰结束前属日本，名為留多加支廳（1942年11月，樺太廳進行支廳重編，留多加支廳被併入豐榮支廳（原豐原支廳），並更名為豐原支廳），由樺太廳負責管轄。